# والتر فرايد
والتر فرايد (بالإنجليزية: Walter Fried)‏ هو موزع أمريكي، ولد في 18 أغسطس 1877، وتوفي في 18 أغسطس 1925.

## وصلات خارجية
- والتر فرايد على موقع ميوزك برينز (الإنجليزية)